# Estación de Bucarest Nord
București Nord, más conocida popularmente como Gara de Nord, es la principal estación de tren de Bucarest y de Rumania. La gran mayoría de líneas ferroviarias parten y llegan a Gara de Nord. Fue inaugurada en 1872 y es gestionada por CFR. Cuenta también con conexiones con el metro de Bucarest y con una línea de tren que la conecta con el Aeropuerto Internacional Henri Coanda.

## Historia
Se comenzó a construir el 10 de septiembre de 1868, con la puesta de la primera piedra en un acto con presencia del rey Carol I.
La estación se inauguró en 1872 con el nombre Gara Târgoviştei, debido a una carretera cercana que se llamaba Calea Târgoviştei (hoy en día Calea Griviţei). El primer trayecto tuvo lugar el 13 de septiembre de ese mismo año y hacía el recorrido Roman-Galaţi-Bucarest-Piteşti.
La estación y sus alrededores fueron bombardeados intensamente por los aliados en abril de 1944 durante una campaña que tenía como objetivo destruir las líneas de suministro de los alemanes, ya que la estación jugó un importante papel en la red ferroviaria de Rumania como punto de partida para las tropas que se dirigían al Frente Oriental. Posteriormente se reconstruyó en estilo racionalista, recuperando parte de la antigua estación, como la nave cubierta que se convirtió en un amplio vestíbulo que lleva a la zona nueva de andenes.

## Imágenes

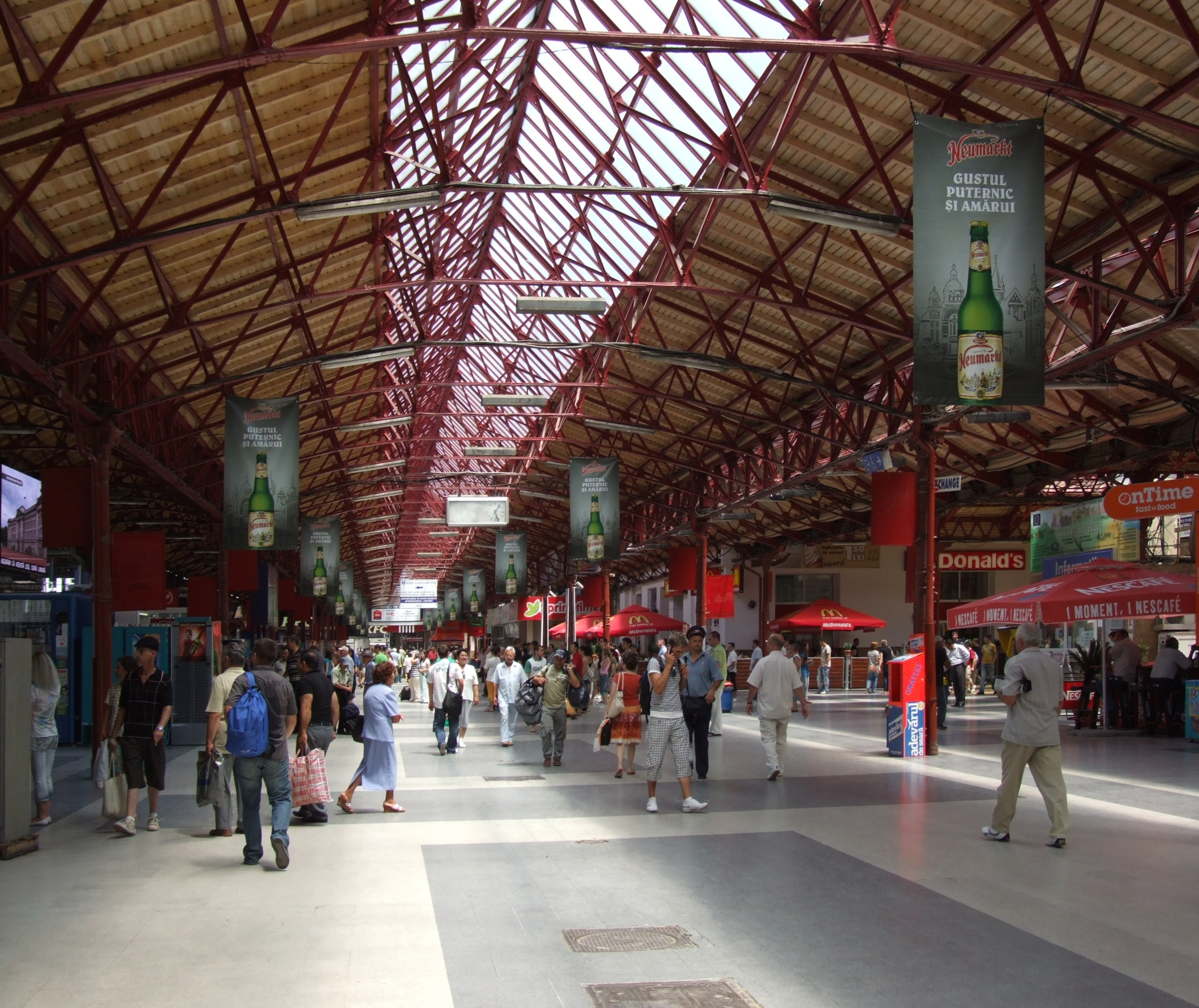
Antigua nave de la estación original, convertida en vestíbulo interior de la estación
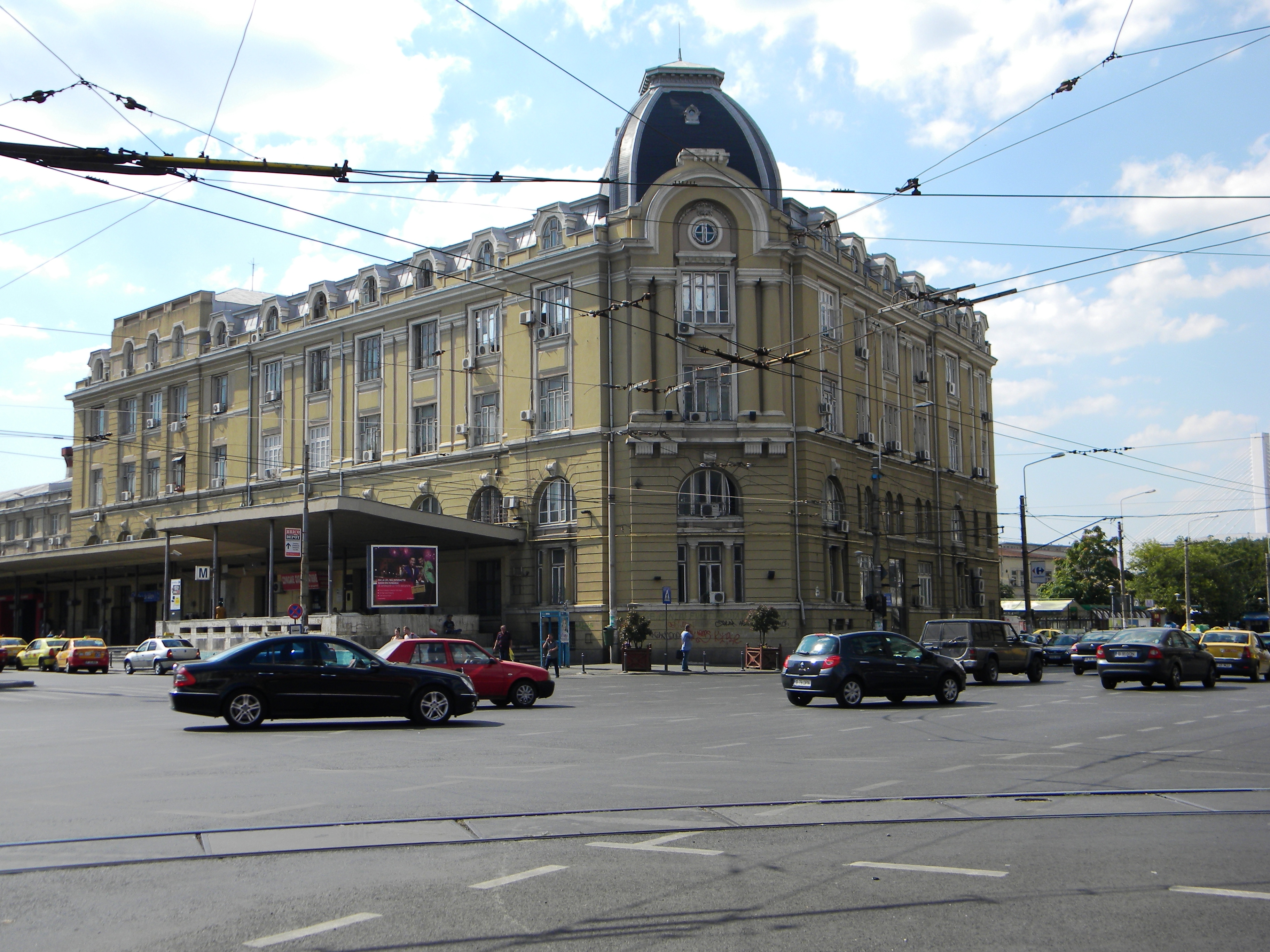
Exterior de la estación
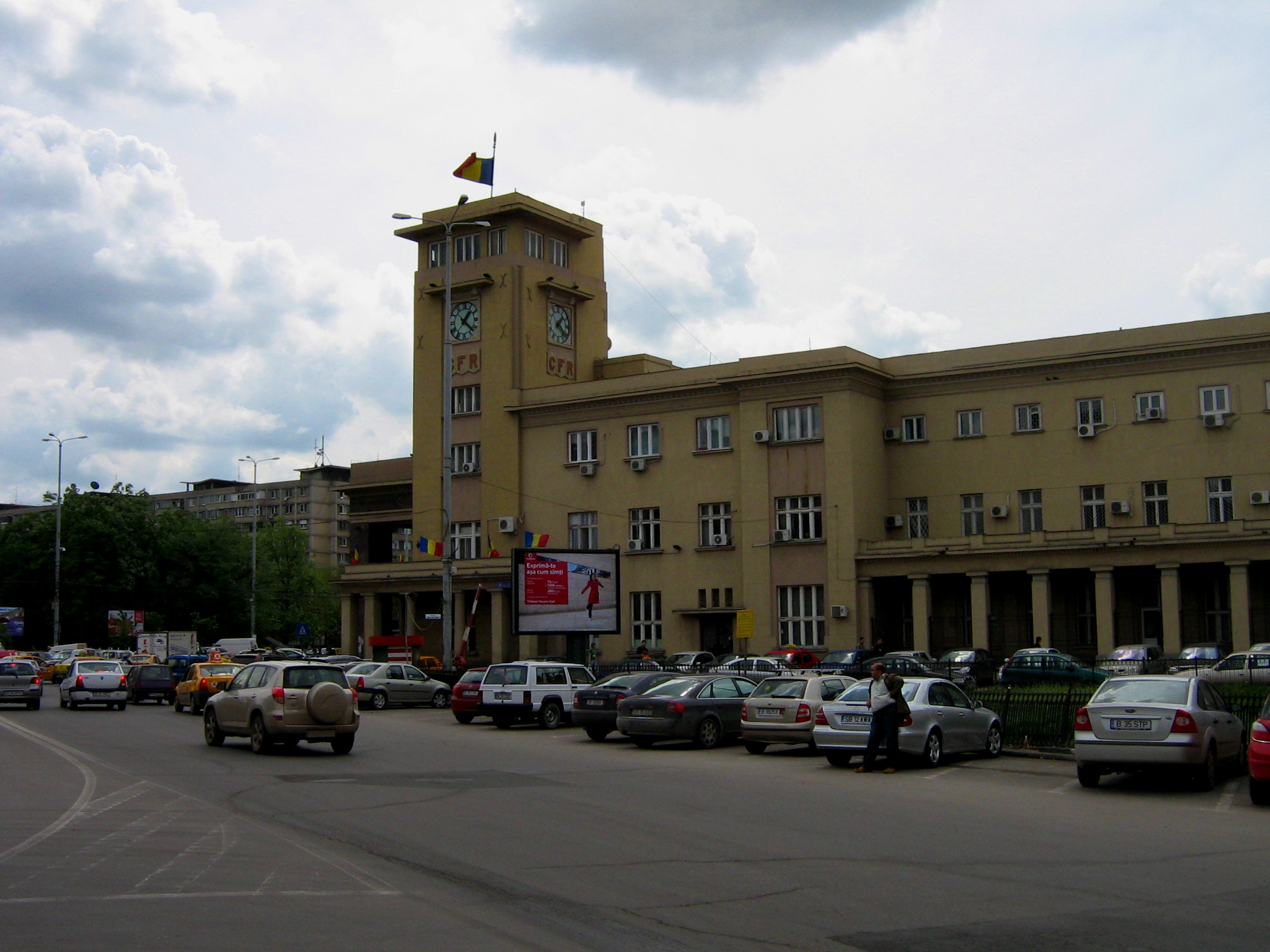
Sede de CFR en Gara de Nord
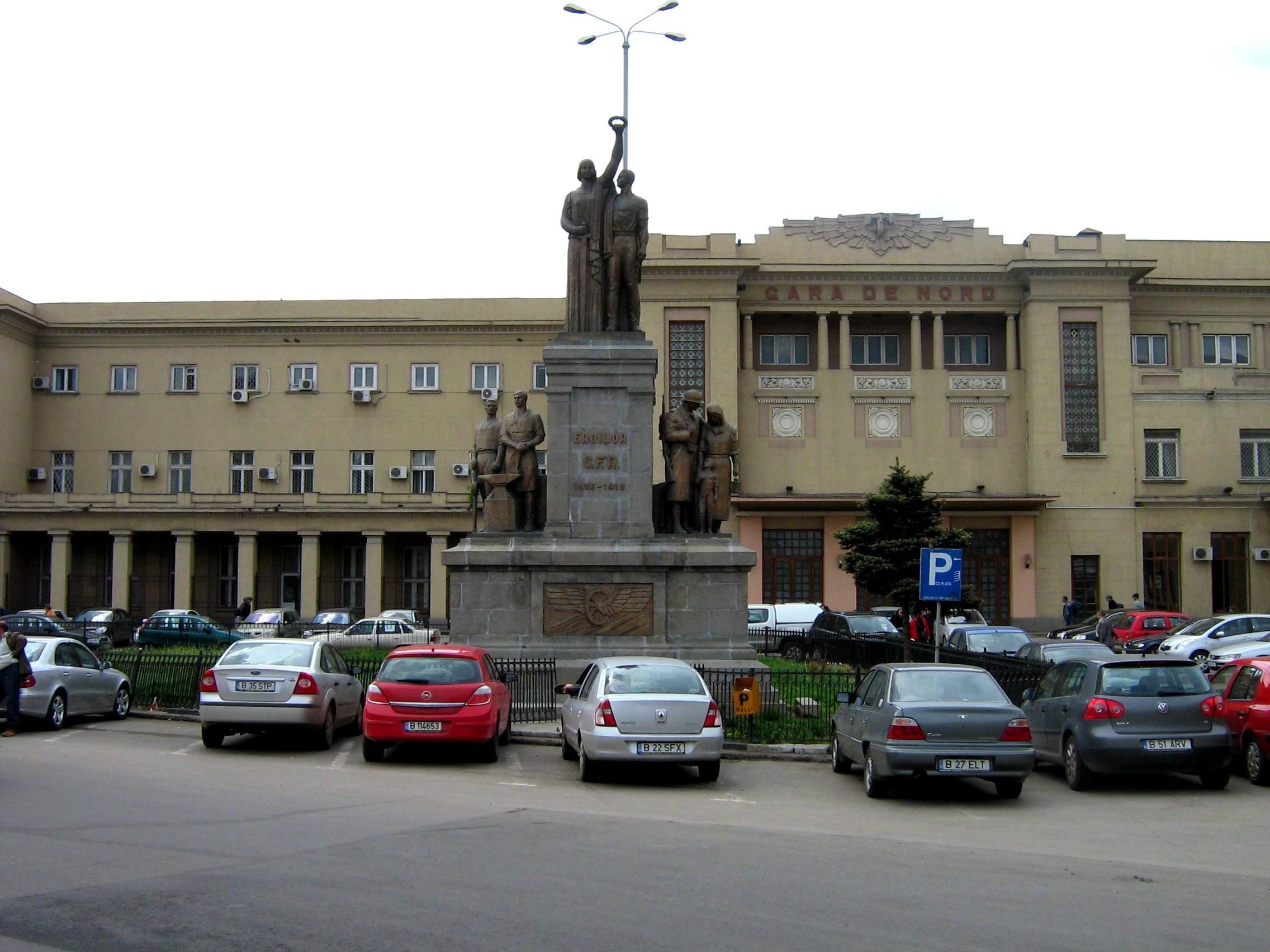
Monumento conmemorativo de CFR en Gara de Nord

## Servicios
En la actualidad, la estación cuenta con 8 plataformas y 14 vías.
Durante 2009, Gara de Nord gestionó alrededor de 200 trayectos, incluyendo trenes domésticos operados por la empresa estatal Căile Ferate Române y trayectos internacionales a Budapest, Sofia, Chişinău, Kiev, Chernivtsi, Belgrado, Viena, Tesalónica, Estambul y Moscú.
La estación está conectada por varias líneas de bus y con la estación de metro Gara de Nord. También cuenta con una conexión especial de CFR al Aeropuerto Internacional Henri Coanda.

### Nacionales
- Bucureşti Nord y Alexandria - 133 km
- Bucureşti Nord y Arad  - 620 km
- Bucureşti Nord y Arad (via Craiova) - 604 km
- Bucureşti Nord y Bacău - 302 km
- Bucureşti Nord y Baia Mare  - 624 km
- Bucureşti Nord y Braşov - 166 km
- Bucureşti Nord y Brăila - 199 km
- Bucureşti Nord y Buzău - 128 km
- Bucureşti Nord y Cluj-Napoca - 497 km
- Bucureşti Nord y Constanţa - 225 km
- Bucureşti Nord y Craiova  - 209 km
- Bucureşti Nord y Deva  - 455 km
- Bucureşti Nord y Drobeta Turnu Severin - 323 km
- Bucureşti Nord y Galaţi - 229 km
- Bucureşti Nord y Iaşi - 406 km
- Bucureşti Nord y Oradea - 650 km
- Bucureşti Nord y Ploieşti - 59 km
- Bucureşti Nord y Piatra Neamţ - 362 km
- Bucureşti Nord y Piteşti - 108 km
- Bucureşti Nord y Sibiu - 315 km
- Bucureşti Nord y Suceava - 447 km
- Bucureşti Nord y Târgovişte - 80 km
- Bucureşti Nord y Timişoara Nord - 533 km
- Bucureşti Nord y Tulcea - 334 km

### Internacionales
- Bucureşti y Belgrado - 709 km
- Bucureşti y Berlín (Berlin Hbf) - 1900 km
- Bucureşti y Budapest (Budapest Keleti pályaudvar) - 872 km
- Bucureşti y Chişinău - 529 km
- Bucureşti y Frankfurt - 1900 km
- Bucureşti y Kiev (Kiev Pas) - 1227 km
- Bucureşti y Sofía (Estación Central de Sofía) - 539 km
- Bucureşti y Venecia - 1723 km
- Bucuresti y Viena (Wien Westbahnhof) - 1145 km